# Puerto Rico kormányzóinak listája
Ez a lista az Amerikai Egyesült Államok Puerto Rico nevű társult államának kormányzóit sorolja föl. A sziget gyarmatosítása Juan Ponce de León partra szállásával kezdődött meg, aki 1508 és 1519 között a sziget első kormányzója volt, s 1508-ban megalapította Caparra városát, mely később a sziget fővárosa lett San Juan néven. A tainók pár évtized alatt annyira megtizedelődtek, hogy néger rabszolgákat hoztak helyettük. A 17. század végén és a 18. század elején a gyarmatosítás súlypontja áttevődött a valamivel prosperálóbb szárazföldi területekre, az elszegényedett telepesek elhagyták a szigetet. A napóleoni háborúk idején a sziget átmenetileg megkapta a spanyol tengerentúli tartomány rangját és képviselőt küldhetett a Cortesbe.
1898-ban Spanyolország a spanyol–amerikai háború veszteseként kénytelen volt megválni a szigettől. Azóta az Amerikai Egyesült Államok birtoka. A szigetlakók 1917-ben, az első világháború közepén kapták meg az amerikai állampolgárságot. Azóta is részt vesznek az amerikaiak minden katonai akciójában. 1952-ben helyi alkotmányt kapott a sziget. Az alkotmány szerint Puerto Rico önálló állam, amely önként társult az Amerikai Egyesült Államokhoz. A sziget politikai életében jelentős súllyal vannak jelen azok az erők, akik az Államok közönséges tagállamává szeretnék alakítani a szigetet. A függetlenség pártiak viszont a szavazatok 3-5%-át kapják meg rendszeresen. A politikai státusról tartott ismétlődő népszavazások eredményei azt jelentették, hogy lakói nem akarnak változtatást.
A kormányzói széket négy évre lehet elnyerni.
Jelenleg hivatalban a 13. kormányzó, az Új-Progresszív és a Demokrata Párthoz tartozó Pedro Pierluisi tölti be a kormányzói tisztséget 2021. január 2-től.
A pártmegoszlás az alábbi volt:
- Demokrata: 10
  - Popular Democratic Party támogatásával: 5
  - Új-Progresszív Párt támogatásával: 4
- Republikánus: 3
  - Új-Progresszív Párt támogatásával: 4
- Független (Popular Democratic Party támogatásával): 1

## Spanyol uralom alatti időszak (1508–1898) kormányzói
| Kép | Kormányzó                                        | Hivatali idő kezdete | Hivatali idő vége | Források    |
| --- | ------------------------------------------------ | -------------------- | ----------------- | ----------- |
|     | Don Juan Ponce de León főkapitány                | 1508                 | 1509              | [ 2 ]       |
|     | Juan Cerón                                       | 1509                 | 1510              | [ 3 ]       |
|     | Don Juan Ponce de León főkapitány                | 1510                 | 1511              | [ 2 ]       |
|     | Juan Cerón                                       | 1511                 | 1512              | [ 3 ]       |
|     | Rodrigo Moscoso                                  | 1512                 | 1513              | [ 4 ]       |
|     | Cristóbal de Mendoza főkapitány                  | 1513                 | 1515              | [ 5 ]       |
|     | Don Juan Ponce de León főkapitány                | 1515                 | 1519              | [ 4 ]       |
|     | Sánchez Velázquez                                | 1519                 | 1519              | [ 5 ]       |
|     | Antonio de la Gama                               | 1519                 | 1521              | [ 5 ]       |
|     | Pedro Moreno                                     | 1521                 | 1523              | [ 5 ]       |
|     | Alonso Manso püspök                              | 1523                 | 1524              | [ 5 ]       |
|     | Pedro Moreno                                     | 1524                 | 1529              | [ 5 ]       |
|     | Antonio de la Gama                               | 1529                 | 1530              | [ 5 ]       |
|     | Francisco Manuel de Landó altábornagy            | 1530                 | 1536              | [ 5 ]       |
|     | Vasco de Tiedra                                  | 1536                 | 1537              | [ 5 ]       |
|     | Vasco de Tiedra                                  | 1537                 | 1544              | [ 5 ]       |
|     | Jerónimo Lebrón de Quiñones                      | 1544                 | 1544              | [ 5 ]       |
|     | Lcdo. Iñigo López Cervantes y Loayza             | 1544                 | 1546              | [ 5 ]       |
|     | Lcdo. Diego de Caraza                            | 1546                 | 1548              | [ 5 ]       |
|     | Diego de Caraza                                  | 1548                 | 1550              | [ 5 ]       |
|     | Luis de Vallejo                                  | 1550                 | 1555              | [ 5 ]       |
|     | Lcdo. Alonso Esteves                             | 1555                 | 1555              | [ 5 ]       |
|     | Lcdo. Diego de Caraza                            | 1555                 | 1561              | [ 5 ]       |
|     | Antonio de la Llama Vallejo                      | 1561                 | 1564              | [ 5 ]       |
|     | Francisco Bahamonde De Lugo                      | 1564                 | 1568              | [ 5 ]       |
|     | Francisco de Solís Osorio                        | 1568                 | 1574              | [ 5 ]       |
|     | Francisco de Obando y Mexia                      | 1575                 | 1579              | [ 5 ]       |
|     | Juan Ponce de León II                            | 1579                 | 1579              | [ 6 ]       |
|     | Jerónimo de Agüero Campuzano                     | 1580                 | 1580              | [ 5 ]       |
|     | Juan de Céspedes főkapitány                      | 1580                 | 1581              | [ 5 ]       |
|     | Juan López Melgarejo főkapitány                  | 1581                 | 1582              | [ 5 ]       |
|     | Diego Menéndez de Valdés főkapitány              | 1582                 | 1593              | [ 5 ]       |
|     | Pedro Suárez de Coronel ezredes                  | 1593                 | 1597              | [ 5 ]       |
|     | Antonio de Mosquero főkapitány                   | 1597                 | 1598              | [ 5 ]       |
|     | Pedro Suárez de Coronel ezredes                  | 1597-8               | 1599              | [ 5 ]       |
|     | Alonso de Mercado főkapitány                     | 1599                 | 1602              | [ 5 ]       |
|     | Sancho Ochoa de Castro főkapitány                | 1602                 | 1608              | [ 5 ]       |
|     | Gabriel de Rojas Párano                          | 1608                 | 1614              | [ 5 ]       |
|     | Felipe de Beaumont y Navarra főkapitány          | 1614                 | 1620              | [ 5 ]       |
|     | Juan de Vargas                                   | 1620                 | 1625              | [ 5 ]       |
|     | Juan de Haro y Sanvítores főkapitány             | 1625                 | 1630              | [ 5 ]       |
|     | Enrique Enriquez de Sotomayor főkapitány         | 1631                 | 1635              | [ 5 ]       |
|     | Iñigo de la Mota Sarmiento főkapitány            | 1635                 | 1641              | [ 5 ]       |
|     | Agustín de Silva y Figueroa főkapitány           | 1641                 | 1641              | [ 5 ]       |
|     | Juan de Bolaños főkapitány                       | 1642                 | 1643              | [ 5 ]       |
|     | Fernando de la Riva Agüero y Setien              | 1643                 | 1648              | [ 5 ]       |
|     | Diego de Aguilera y Gamboa                       | 1649                 | 1655              | [ 5 ]       |
|     | José Novoa y Moscoso Pérez y Buitron             | 1655                 | 1660              | [ 5 ]       |
|     | Juan Pérez de Guzmán y Chagoyen főkapitány       | 1660                 | 1664              | [ 5 ]       |
|     | Jerónimo de Velasco                              | 1664                 | 1670              | [ 5 ]       |
|     | Gaspar de Arteaga y Aunoavidao                   | 1670                 | 1674              | [ 7 ]       |
|     | Diego Roblandillo                                | 1674                 | 1674              | [ 7 ]       |
|     | Baltazar Figueroa y Castilla főkapitány          | 1674                 | 1674              | [ 7 ]       |
|     | Alonso de Campos y Espinosa                      | 1675                 | 1678              | [ 7 ]       |
|     | Juan de Robles Lorenzana                         | 1678                 | 1683              | [ 7 ]       |
|     | Gaspar Martínez de Andino főkapitány             | 1683                 | 1685              | [ 7 ]       |
|     | Juan Francisco Medina                            | 1685                 | 1690              | [ 7 ]       |
|     | Gaspar de Arredondo y Valle                      | 1690                 | 1695              | [ 7 ]       |
|     | Juan Francisco Medina                            | 1695                 | 1697              | [ 7 ]       |
|     | Tomás Franco                                     | 1697                 | 1698              | [ 7 ]       |
|     | Antonio de Robles Silva                          | 1698                 | 1699              | [ 7 ]       |
|     | Gabriel Suárez de Ribera                         | 1700                 | 1703              | [ 7 ]       |
|     | Diego Jiménez de Villarán                        | 1703                 | 1703              | [ 7 ]       |
|     | Francisco Sánchez Calderón                       | 1703                 | 1703              | [ 7 ]       |
|     | Pedro Arroyo y Guerrero                          | 1704                 | 1705              | [ 7 ]       |
|     | Juan Francisco López de Morla                    | 1706                 | 1706              | [ 7 ]       |
|     | Francisco Danío Granados                         | 1706                 | 1708              | [ 7 ]       |
|     | Juan de Ribera ezredes                           | 1709                 | 1715              | [ 7 ]       |
|     | José Francisco Carreño                           | 1716                 | 1716              | [ 7 ]       |
|     | Alfonso Bortodano                                | 1716                 | 1720              | [ 7 ]       |
|     | Francisco Danio Granados                         | 1720                 | 1724              | [ 7 ]       |
|     | José Antonio de Mendizabal y Azcue főkapitány    | 1724                 | 1730              | [ 7 ]       |
|     | Matías de Abadía alezredes                       | 1731                 | 1743              | [ 7 ]       |
|     | Domingo Pérez de Mandares                        | 1743                 | 1744              | [ 7 ]       |
|     | Juan José Colomo ezredes                         | 1744                 | 1750              | [ 7 ]       |
|     | Agustín de Parejas ezredes                       | 1750                 | 1751              | [ 7 ]       |
|     | Esteban Bravo de Rivero alezredes                | 1751                 | 1753              | [ 7 ]       |
|     | Felipe Ramírez de Estenos főkapitány             | 1753                 | 1757              | [ 7 ]       |
|     | Esteban Bravo de Rivero                          | 1757                 | 1759              | [ 7 ]       |
|     | Mateo de Guaso Calderón                          | 1759                 | 1760              | [ 7 ]       |
|     | Esteban Bravo de Rivero                          | 1760                 | 1761              | [ 7 ]       |
|     | Ambrosio de Benavides alezredes                  | 1761                 | 1766              | [ 7 ]       |
|     | Marcos de Vergara ezredes                        | 1766                 | 1766              | [ 7 ]       |
|     | José Trentor alezredes                           | 1766                 | 1770              | [ 7 ]       |
|     | Miguel de Muesas ezredes                         | 1769                 | 1776              | [ 7 ] [ 8 ] |
|     | José Dufresne ezredes                            | 1776                 | 1783              | [ 7 ]       |
|     | Don Juan Andrés Daban y Busterino tábornok       | 1783                 | 1789              | [ 7 ]       |
|     | Francisco Torralbo y Robles ezredes              | 1789                 | 1789              | [ 7 ]       |
|     | Miguel Antonio de Ustariz tábornok               | 1789                 | 1792              | [ 4 ]       |
|     | Francisco Torralbo y Robles ezredes              | 1792                 | 1794              | [ 7 ]       |
|     | Enrique Grimarest tábornok                       | 1794                 | 1795              | [ 4 ]       |
|     | Don Ramón de Castro y Gutiérrez tábornok         | 1795                 | 1804              | [ 7 ]       |
|     | Toribio Montes                                   | 1804                 | 1809              | [ 7 ]       |
|     | Salvador Meléndez Bruna                          | 1809                 | 1820              | [ 7 ]       |
|     | Juan Vasco y Pascual tábornok                    | March 24, 1820       | August 7, 1820    | [ 7 ]       |
|     | Gonzalo Arostegui y Herrera tábornok             | August 7, 1820       | February 12, 1822 | [ 7 ]       |
|     | Coronel José de Navarro                          | February 12, 1822    | May 30, 1822      | [ 7 ]       |
|     | Francisco González de Linares                    | May 30, 1822         | December 4, 1823  | [ 7 ]       |
|     | Miguel Luciano de La Torre y Pando altábornagy   | December 4, 1823     | 1837              | [ 7 ]       |
|     | Francisco Javier de Moreda y Prieto              | 1837                 | 1838              | [ 7 ]       |
|     | Miguel López de Baños tábornok                   | 1838                 | 1841              | [ 7 ]       |
|     | Santiago Méndez de Vigo altábornagy              | 1841                 | 1844              | [ 7 ]       |
|     | Rafael de Aristegui y Vélez altábornagy          | 1844                 | 1847              | [ 7 ]       |
|     | Don Juan Prim de Prats y Gonzalez tábornok       | 1847                 | 1848              | [ 9 ]       |
|     | Juan de la Pezuela y Cevallos altábornagy        | 1848                 | 1851              | [ 4 ]       |
|     | Enrique de España y Taberner                     | 1851                 | 1852              | [ 4 ]       |
|     | Fernándo Norzagaray y Escudero altábornagy       | 1852                 | 1855              | [ 4 ]       |
|     | Andrés García Camba altábornagy                  | 1855                 | 1855              | [ 4 ]       |
|     | José Lemery Ibrarrola Ney y Gonzalez altábornagy | 1855                 | 1857              | [ 4 ]       |
|     | Fernando Cotoner y Chacon altábornagy            | 1857                 | 1860              | [ 4 ]       |
|     | Sabino Gamir Maladen                             | 1860                 | 1860              | [ 4 ]       |
|     | Rafael Echague y Bermingham altábornagy          | 1860                 | 1862              | [ 4 ]       |
|     | Rafael Izquierdo y Gutierrez tábornok            | 1862                 | 1863              | [ 4 ]       |
|     | Féliz María de Messina Iglesias altábornagy      | 1863                 | 1865              | [ 4 ]       |
|     | José María Marchessi y Oleaga altábornagy        | 1865                 | 1867              | [ 4 ]       |
|     | Julián Juan Pavia Lacy tábornok                  | 1867                 | 1868              | [ 4 ]       |
|     | José Laureano Sanz y Posse tábornok              | 1868                 | 1870              | [ 4 ]       |
|     | Gabriel Baldrich altábornagy                     | 1870                 | 1871              | [ 4 ]       |
|     | Ramón Gómez Pulido tábornok                      | 1871                 | 1872              | [ 4 ]       |
|     | Simón de la Torre Ormaza tábornok                | 1872                 | 1872              | [ 4 ]       |
|     | Joaquín Eurile Hernan tábornok                   | 1872                 | 1873              | [ 4 ]       |
|     | Juan Martínez Plowes altábornagy                 | 1873                 | 1873              | [ 4 ]       |
|     | Rafael Primo de Rivera y Sobremonte tábornok     | 1873                 | 1874              | [ 4 ]       |
|     | José Laureano Sanz y Posse tábornok              | 1875                 | 1875              | [ 4 ]       |
|     | Segundo de la Portilla Gutierrez tábornok        | 1875                 | 1877              | [ 4 ]       |
|     | Manuel de la Serna Hernandez y Pinzón tábornok   | 1877                 | 1878              | [ 4 ]       |
|     | José Gamir Maladen tábornok                      | 1878                 | 1878              | [ 4 ]       |
|     | Eulogio Despujols y Dussay tábornok              | 1878                 | 1881              | [ 4 ]       |
|     | Segundo de la Portilla Gutierrez tábornok        | 1881                 | 1883              | [ 4 ]       |
|     | Miguel de la Vega Inclán y Palma tábornok        | 1883                 | 1884              | [ 4 ]       |
|     | Don Carlos Suances Campos tábornok               | 1884                 | 1884              | [ 4 ]       |
|     | Ramón Fajardo Izquierdo tábornok                 | 1884                 | 1884              | [ 4 ]       |
|     | Luis Daban y Ramírez de Arellanó tábornok        | 1884                 | 1887              | [ 4 ]       |
|     | Romualdo Palacios Gonzalez tábornok              | 1887                 | 1887              | [ 4 ]       |
|     | Juan Contreras Martinez tábornok                 | 1887                 | 1888              | [ 4 ]       |
|     | Pedro Ruiz Dana tábornok                         | 1888                 | 1890              | [ 4 ]       |
|     | José Pascual Bonanza tábornok                    | 1890                 | 1890              | [ 4 ]       |
|     | José Lasso y Pérez tábornok                      | 1890                 | 1893              | [ 4 ]       |
|     | Antonio Daban y Ramírez de Arrellanó tábornok    | 1893                 | 1895              | [ 4 ]       |
|     | José Gamir tábornok                              | 1895                 | 1896              | [ 4 ]       |
|     | Emilio March tábornok                            | 1896                 | 1896              | [ 4 ]       |
|     | Sabas Marín González tábornok                    | 1896                 | 1898              | [ 10 ]      |
|     | Ricardo de Ortega y Diez tábornok                | 1898                 | 1898              | [ 11 ]      |
|     | Andrés González Muñoz tábornok                   | 1898                 | 1898              | [ 12 ]      |
|     | Ricardo de Ortega y Diez tábornok                | 1898                 | 1898              | [ 11 ]      |
|     | Manuel Macías Casado tábornok                    | 1898                 | 1898              | [ 13 ]      |
|     | Ricardo de Ortega y Diez tábornok                | 1898                 | 1898              | [ 11 ]      |

## Az Egyesült Államok fennhatósága alatti kormányzók

### Katonai kormányzók
| Kép | Kormányzó                        | Hivatali idő kezdete | Hivatali idő vége | Források |
| --- | -------------------------------- | -------------------- | ----------------- | -------- |
|     | Nelson A. Miles tábornok         | 1898                 | 1898              | [ 14 ]   |
|     | John R. Brooke tábornok          | 1898                 | 1898              | [ 15 ]   |
|     | Guy Vernon Henry tábornok        | 1898                 | 1899              | [ 16 ]   |
|     | George Whitefield Davis tábornok | 1899                 | 1900              | [ 4 ]    |

### Kinevezett polgári kormányzók
| Kép | Kormányzó                  | Hivatali idő kezdete | Hivatali idő vége    | Források |
| --- | -------------------------- | -------------------- | -------------------- | -------- |
|     | Charles Herbert Allen      | 1900. május 1.       | 1901. szeptember 15. | [ 17 ]   |
|     | William Henry Hunt         | 1901. szeptember 15. | 1904. július 4.      | [ 18 ]   |
|     | Beekman Winthrop           | 1904. július 4.      | 1907. április 17.    | [ 5 ]    |
|     | Regis Henri Post           | 1907                 | 1909                 | [ 5 ]    |
|     | George Radcliffe Colton    | 1909                 | 1913                 | [ 5 ]    |
|     | Arthur Yager               | 1913                 | 1921                 | [ 19 ]   |
|     | José E. Benedicto          | 1921                 | 1921                 | [ 5 ]    |
|     | Emmet Montgomery Reily     | 1921. július 30.     | 1923. március        | [ 20 ]   |
|     | Juan Bernardo Huyke        | 1923. március        | 1923. április 1.     | [ 5 ]    |
|     | Horace Mann Towner         | 1923. április 1.     | 1929. szeptember 29. | [ 21 ]   |
|     | James R. Beverley          | 1929                 | 1929. szeptember 9.  | [ 5 ]    |
|     | Theodore Roosevelt Jr.     | 1929. szeptember 9.  | 1932. január         | [ 22 ]   |
|     | James R. Beverley 2nd Term | 1932. január         | 1933. július         | [ 5 ]    |
|     | Robert Hayes Gore          | 1933. július         | 1934. január 11.     | [ 23 ]   |
|     | Benjamin Jason Horton      | 1934. január 11.     | 1934. február 5.     | [ 5 ]    |
|     | Blanton C. Winship         | 1934. február 5.     | 1939. június 25.     | [ 24 ]   |
|     | José E. Colón              | 1939. június 25.     | 1939. szeptember 11. | [ 4 ]    |
|     | William D. Leahy           | 1939. szeptember 11. | 1940. november 28.   | [ 25 ]   |
|     | José Miguel Gallardo       | 1940. november 28.   | 1941. február        | [ 4 ]    |
|     | Guy J. Swope               | 1941. február        | 1941. július 24.     | [ 26 ]   |
|     | José Miguel Gallardo       | 1941. július 24.     | 1941. szeptember 19. | [ 4 ]    |
|     | Rexford Tugwell            | 1941. szeptember 19. | 1946. szeptember 2.  | [ 27 ]   |
|     | Jesús T. Piñero            | 1946. szeptember 2.  | 1949. január 2.      | [ 28 ]   |

## Puerto Rico közvetlenül választott kormányzói
| Puerto Rico kormányzóinak listája | Puerto Rico kormányzóinak listája | Puerto Rico kormányzóinak listája                    | Puerto Rico kormányzóinak listája | Puerto Rico kormányzóinak listája | Puerto Rico kormányzóinak listája | Puerto Rico kormányzóinak listája                |
| №                                 | Kép                               | Kormányzó                                            | Hivatali idő kezdete              | Hivatali idő vége                 | Párt                              | Helyi párt támogatás (Amerikai párthovatartozás) |
| --------------------------------- | --------------------------------- | ---------------------------------------------------- | --------------------------------- | --------------------------------- | --------------------------------- | ------------------------------------------------ |
| 1                                 |                                   | Luis Muñoz Marín (1898–1980)                         | 1949. január 2.                   | 1965. január 2.                   | FÜGG                              | Popular Democratic Party (Független)             |
| 2                                 |                                   | Roberto Sánchez Vilella (1913–1997)                  | 1965. január 2.                   | 1969. január 2.                   |                                   | Popular Democratic Party (Demokrata Párt)        |
| 3                                 |                                   | Luis A. Ferré (1904–2003)                            | 1969. január 2.                   | 1973. január 2.                   |                                   | Új-Progresszív Párt (Republikánus Párt)          |
| 4                                 |                                   | Rafael Hernández Colón (1936–2019)                   | 1973. január 2.                   | 1977. január 2.                   |                                   | Popular Democratic Party (Demokrata Párt)        |
| 5                                 |                                   | Carlos Romero Barceló (1932–2021)                    | 1977. január 2.                   | 1985. január 2.                   |                                   | Új-Progresszív Párt (Demokrata Párt)             |
| 6                                 |                                   | Rafael Hernández Colón (1936–2019)                   | 1985. január 2.                   | 1993. január 2.                   |                                   | Popular Democratic Party (Demokrata Párt)        |
| 7                                 |                                   | Pedro Rosselló (1944–)                               | 1993. január 2.                   | 2001. január 2.                   |                                   | Új-Progresszív Párt (Demokrata Párt)             |
| 8                                 |                                   | Sila María Calderón (1942–)                          | 2001. január 2.                   | 2005. január 2.                   |                                   | Popular Democratic Party (Demokrata Párt)        |
| 9                                 |                                   | Aníbal Acevedo Vilá (1962–)                          | 2005. január 2.                   | 2009. január 2.                   |                                   | Popular Democratic Party (Demokrata Párt)        |
| 10                                |                                   | Luis Fortuño (1960–)                                 | 2009. január 2.                   | 2013. január 2.                   |                                   | Új-Progresszív Párt (Republikánus Párt)          |
| 11                                |                                   | Alejandro García Padilla (1971–)                     | 2013. január 2.                   | 2017. január 2.                   |                                   | Popular Democratic Party (Demokrata Párt)        |
| 12                                |                                   | Ricky Rosselló (1979)                                | 2017. január 2.                   | 2019. január 2.                   |                                   | Új-Progresszív Párt (Demokrata Párt)             |
| 13                                |                                   | Wanda Vázquez Garced Alkotmányosan kinevezve (1960-) | 2019. augusztus 7.                | 2021. január 2.                   |                                   | Új-Progresszív Párt (Republikánus Párt)          |
| 14                                |                                   | Pedro Pierluisi (1959-)                              | 2021. január 2.                   | 2025. január 2.                   |                                   | Új-Progresszív Párt (Demokrata Párt)             |
| 15                                |                                   | Jenniffer González-Colón (1976-)                     | 2025. január 2.                   | Hivatalban                        |                                   | Új-Progresszív Párt (Demokrata Párt)             |